# Albrecht Meydenbauer
Albrecht Meydenbauer (30. dubna 1834 v Tholey, Pruské království (nyní Německo) – 15. listopadu 1921, Godesberg, Německo) byl německý inženýr a spolu s Aimé Laussedatem vynálezcem a zakladatelem fotogrammetrie, zejména architektonické dokumentace historických stavebních objektů a kulturního dědictví.

## Život

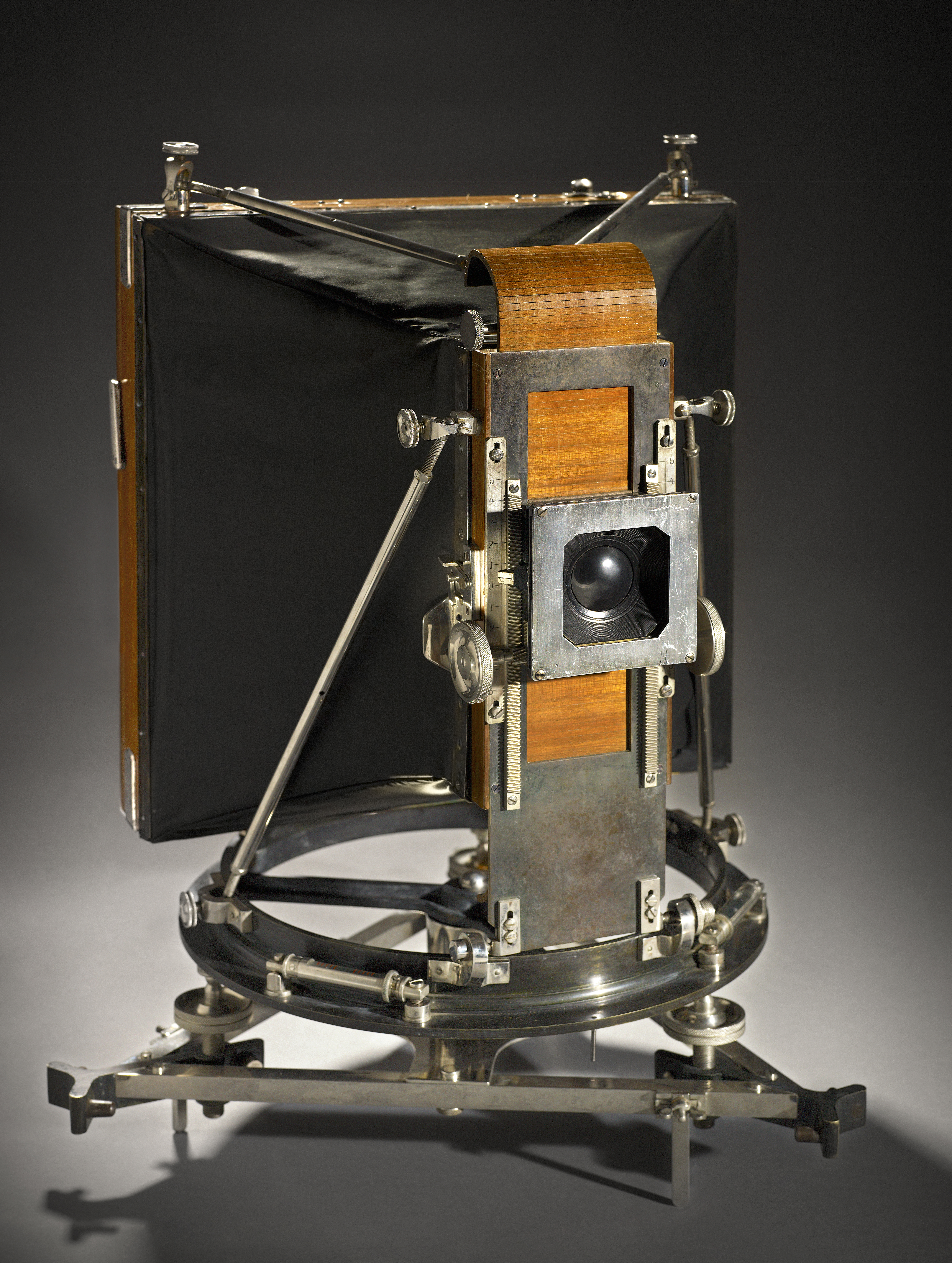
Měřická kamera (fototeodolit), kterou zkonstruoval a používal Albrecht Meydenbauer

Narodil se 30. dubna 1834 v Pruském království (nyní Německo) ve městě Tholey, čtyři měsíce po smrti svého otce.
Po studiu na Stavební akademii (Bauakademie) v Berlíně se Meydenbauer stal vládním stavitelem pruské vlády. Jedním z jeho prvních úkolů bylo zaměřování katedrály ve Wetzlaru. Během této práce měl v září 1858 nehodu, při které téměř spadl z postranní věže katedrály. To přispělo k myšlence, že přímé měření na fasádě je nutné nahradit nepřímým měřením pomocí fotografických obrazů. Od té doby intenzivně pracoval na technické realizaci. Meydenbauer byl též přesvědčen, že nejdůležitější kulturní památky budou muset být zdokumentovány, aby mohly být v případě zničení obnoveny. Za nejvhodnější metodu k vytvoření „památkového archivu“ považoval fotogrammetrii.
Po úspěších své metody byl Albrecht Meydenbauer pověřen Pruským ministerstvem kultury aplikací fotogrammetrie pro dokumentaci kulturních památek. Stal se ředitelem Královského pruského fotoměřického ústavu a v této funkci setrval do svých 75 let.

### Rodina
Meydenbauerův otec byl venkovský lékař, zemřel v prosinci 1833 na onemocnění nervového systému. Ovdovělá matka získala v roce 1838 místo učitelky a zajišťovala živobytí pro celou rodinu. Jeho starší bratr William se narodil v roce 1832 v Tholey, v roce 1850 se odstěhoval do Ameriky, vedl tulácký život, vrátil se až v roce 1857, ale pouze dočasně. Poté se usadil v americkém Seattlu, kde pracoval pro místní pekárnu. Tam se stal velice vlivným občanem a nyní je považován za zakladatele a průkopníka města Bellevue nedaleko Seattlu, kde v roce 1906 zemřel.

## Dílo

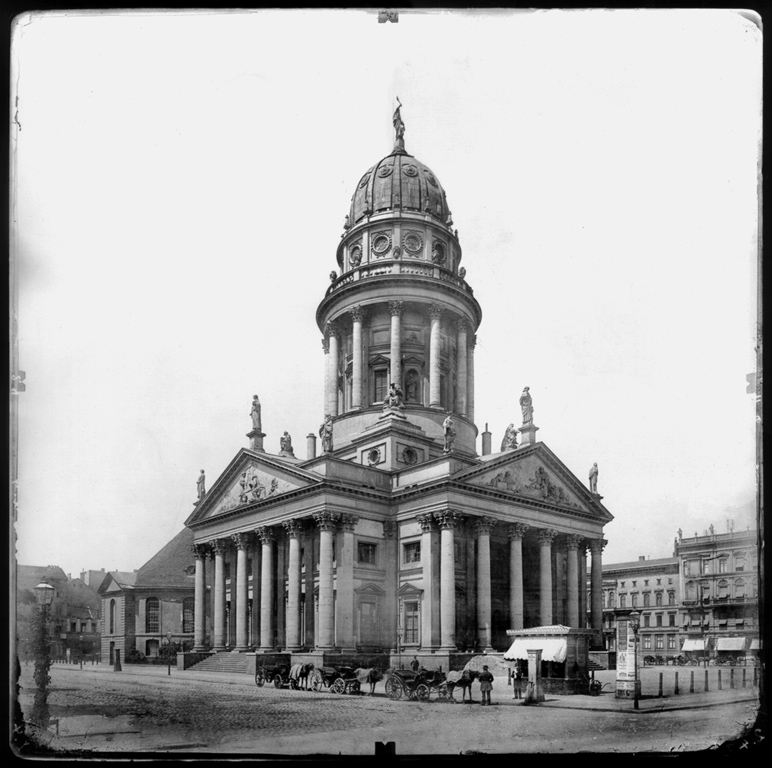
Snímek Francouzské katedrály v Berlíně z roku 1882

### Vznik fotogrammetrie
V roce 1860 napsal kurátorovi kulturního dědictví Quastovi memorandum o měření budov v Prusku pomocí fotografie, ve kterém sdělil svůj názor, že fotografické obrazy mohou ukládat informace o předmětu velmi podrobně a s vysokou přesností. Meydenbauer vyvinul koncept archivu památek, v němž by měly být zahrnuty nejdůležitější stavby kulturního dědictví, aby je bylo možné v případě zničení obnovit.
V roce 1885 vzniknul v Berlíně první světový institut pro fotogrammetrickou dokumentaci kulturních památek, který mezi lety 1885 a 1920 zdokumentoval asi 2 600 kulturních památek na přibližně 20 000 obrazů na skleněných deskách. Ve své době se jednalo o jedinečnou sbírku fotogrammetrických měřických snímků. Během druhé světové války a po ní se archiv přestěhoval do Moskvy, poté se vrátil do Berlína. Nyní je Meydenbauerův archiv pod správou Braniborského státního úřadu pro ochranu památek ve městě Waldstadt, asi 30 kilometrů jižně od Berlína.

### Vývoj fotogrammetrické metody
Během následujících let pracoval Meydenbauer na výstavbě železniční sítě a dalších oblastí. Většinu svého volného času věnoval k rozvoji své metody měření a prováděl i praktické experimenty. Brzy si uvědomil, že běžné kamery nemohou provádět podobné úkoly a že je třeba vyvinout zcela úplně speciální kamery vhodné pro tento účel.
Základním problémem bylo spojit fotografický a měřicí přístroj do jednoho systému. Meydenbauer si navíc uvědomil, že pro dokumentaci architektonických objektů budou zapotřebí širokoúhlé objektivy. Navrhl zařízení, které bylo vyrobeno v roce 1867 optickou dílnou Emila Busche v Rathenow a bylo vybaveno širokoúhlým objektivem Pantoscop. Ohnisko objektivu bylo 25 centimetrů, obrazový formát fotoaparátu byl 30 x 30 centimetrů. Tento fotoaparát již kombinoval hlavní vlastnosti měřících kamer:
- definice obrazové roviny pomocí mechanického rámu, proti kterému byla fotografická deska stlačena před expozicí,
- integrace souřadného systému, reprezentovaného jako křížová vrstva, který je zobrazen na fotografické desce během expozice,
- kompaktní konstrukce s pevným objektivem pro nastavení konstanty fotoaparátu,
- upevnění na stativ se schopností nastavit osu fotoaparátu vodorovně a rovinu snímku vertikálně (k = 0).[4]

Meydenbauer tak vytvořil základní prvky všech pozdějších fotogrammetrických kamer.
Meydenbauer otestoval svůj přístroj v létě roku 1867 ve Freyburgu na Unstrutu, asi 180 kilometrů jihozápadně od Berlína; vzal pro topografické účely měřicí obrazy městského kostela. Přístroj v těchto zkouškách prokázal, dokázal, že fotogrammetrie je vhodná jak pro architektonickou, tak i topografickou práci. Metoda však ještě nedošla uznání.
V této době se o Meydenbauerových pokusech dozvěděl Aimé Laussedat, který ve Francii také pracoval na topografické měřící metodě, nazývané La métro photographie. Meydenbauerův název Photogrammetrie byl poprvé publikován v architektonickém časopisu v prosinci 1867. Později byl tento název přijat po celém světě.
Pro měření obrazové analýzy použil Meydenbauer grafické konstrukce, které se řídily pravidly deskriptivní geometrie. To bylo možné díky přísné vertikální poloze obrazové roviny. Ve svých nástrojích Meydenbauer nepoužíval horizontální kružnici pro měření azimutových úhlů. Jeho základním pravidlem bylo určení azimutální orientace každého jednotlivého obrazu alespoň jedním kontrolním bodem v objektu, který měl být zobrazen. Aby ilustroval celou věc, vyvinul dvě různé metody. Poprvé použil tzv. mizící body pro případy, kdy se v objektu mohly předpokládat horizontální rovnoběžky. Pro dosažení konvergence takových čar v obraze často upřednostňoval diagonální zobrazení. Druhou a obecnější metodou byla grafická křižovatka dvou nosníků pro určení polohy bodu. Tímto způsobem, nazývaným také fotogrammetrie měřicí tabulky, mohl být v půdorysu nakreslen jakýkoli objektový bod, který byl identifikován ve dvou (nebo více) konvergujících[ujasnit] snímcích. Ve druhém kroku mohla být určena také jeho výška.
Fotogrammetrické přístroje druhé generace použil Franz Stolze v roce 1874 během expedice do Persie, kde provedl fotogrammetrický průzkum zřícenin Persepolisu a dalších archeologických objektů. Třetí generace fotoaparátů byla vyrobena v roce 1879, stále s objektivy Pantoscop o ohniskové délce 25 centimetrů, 35 cm a 53 cm. Pro dosažení vyšší přesnosti byl formát negativů zvýšen na 40 x 40 cm. Nejzajímavějším novým prvkem však bylo zavedení vertikálního posunu čočky.
Meydenbauer pokračoval ve zdokonalování fotogrammetrické metody. Zkušební snímky kostela svatého Castora v Koblenzi a další místech svědčí o jeho úsilí. Snažil se také zvýšit zájem o fotogrammetrii přednáškami a publikací. Jeho úspěchy vzbudily zájem pruského ministra kultury a Meydenbauer v roce 1881 pozván, aby přednášel a prováděl praktická cvičení na technických vysokých školách v Cáchách; v roce 1882 byl pozván do Berlína. Kromě toho byl proveden oficiální test pod vládní kontrolou. Kostel sv. Alžběty v Marburgu převzal Meydenbauer nezávisle na inspektorovi. Ačkoli výsledky fotogrammetrie byly spolehlivé, stále existovaly jisté pochybnosti. Proto byla přesnost fotogrammetrie stálým tématem diskuse v pruském parlamentu při oficiálním přijetí fotogrammetrie pro dokumentaci velkých architektonických památek.

### Königlich Preussische Messbild-Anstalt

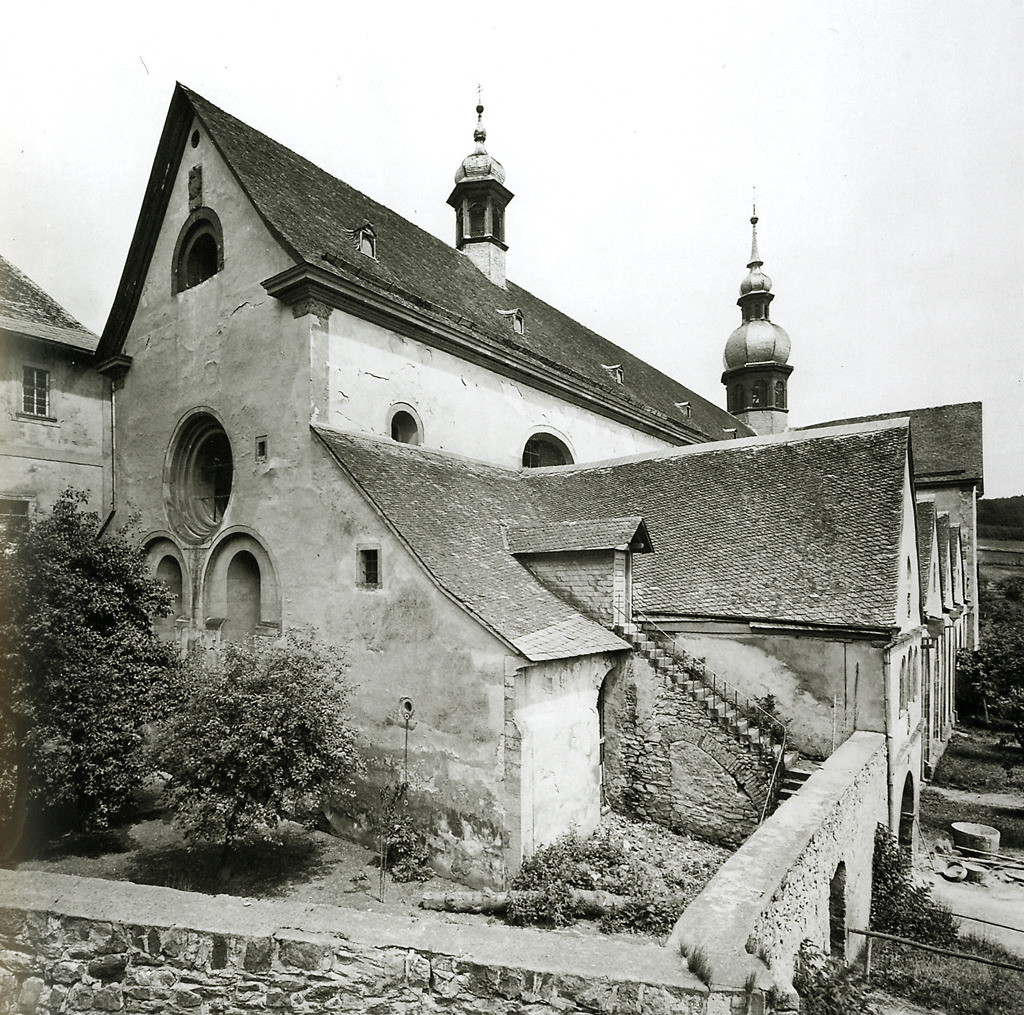
Klášter v Eberbachu, asi 1885

Dne 1. dubna 1885 byl otevřen Königlich Preussische Messbild-Anstalt, jakožto první fotogrammetrická instituce na světě.
Více než 25 let po svém prvním nápadu využít fotografie k dokumentaci budov, Albrecht Meydenbauer dosáhl bodu obratu své kariéry. V té době čelil novým výzvám: zřízení a vedení institutu, školení jeho zaměstnanců, další vylepšení fotogrammetrických metod a samozřejmě aplikace pro dokumentaci kulturních památek.
Institut byl umístěn přímo v centru Berlína, v budově nazvané „Bauakademie“. Tuto budovu, která je sama o sobě předmětem kulturního dědictví, kdysi postavil Karl Friedrich Schinkel jako stavební akademii, ve které byl sám Meydenbauer před třiceti lety studentem.
V roce 1886 vyvinul Meydenbauer novou generací svých přístrojů. Navrhl systém, který by mohl být rozložen a snadněji dopravován. Přesná poloha čočky vzhledem k rovině obrazu byla zajištěna systémem nastavitelných ocelových tyčí. Těleso fotoaparátu bylo nahrazeno textilním sáčkem. Formát obrazu byl 40 x 40 centimetrů, ale pro různé aplikace, zejména pro expedice, byly postaveny také přístroje s formátem 30 x 30 centimetrů a 20 x 20 centimetrů. Každý systém byl vybaven přepravním boxem. Výroba byla provedena mechanikem Benndorfem v dílně institutu. S těmito kamerami bylo mnoho desetiletí úspěšně zacházeno.
Zbývající dva fotoaparáty Meydenbauer a jeho zaměstnanci nepoužili. Po předvedení fotogrammetrických metod ve Švýcarsku v roce 1896 objednala Švýcarská společnost na ochranu památkových objektů dva přístroje. Byly postaveny v Berlíně a dodány do Basileje v roce 1898. Formát obrazu byl 30 x 30 centimetrů, ohnisková vzdálenost byla 20 centimetrů a 32 centimetrů. Po několika použitích zastavilo Švýcarsko své fotogrammetrické a přístroje byly uskladněny. Nyní jsou v Archivu památkové péče ve Spolkové kanceláři kultury v Bernu.
Činnost Meydenbauera ústavu se zaměřila na kulturní památky v Prusku. Během let1885 až 1909 provedl Meydenbauer se svými zaměstnanci v Prusku zhruba 11 000 snímků přibližně 1 200 památek. V ostatních částech dnešního Německa vzniklo 1 600 fotografií stovky budov. Mimo území Německa bylo pořízeno 800 fotografií historických památek, hlavně v Athénách, Baalbeku a Istanbulu. Poté, co Meydenbauer odešel do důchodu, jeho zaměstnanci pokračovali v práci až do roku 1920 a archiv vzrostl na přibližně 20 000 fotografických desek více než 2 600 objektů. Hlavním cílem všech těchto aktivit bylo dokumentovat objekty na fotografiích, z nichž by bylo možné vytvořit fotogrammetrická měření. Fotogrammetrická analýza obrazu byla vytvořena pouze pro malou část zdokumentovaných budov.
Po první světové válce došlo v Německu k politickým změnám a ekonomickým obtížím. Po roce 1920 byla fotogrammetrická práce snížena na minimum. Název ústavu byl změněn na Staatliche Bildstelle (veřejný institut pro obrazy). Jeho hlavním úkolem bylo vydělávat peníze prodejem fotografií pro všeobecné účely ve spolupráci se soukromým vydavatelem (např. publikace o historii umění, pohlednice apod.). Zčásti byly použity i historické fotografie a mnoho z nich bylo znehodnoceno.

### Meydenbauer a záznamy kulturního dědictví
Albrecht Meydenbauer byl především vizionář. Plánoval rozšíření fotogrammetrického institutu pro Prusko na archiv kulturního dědictví pro celé Německo. 
Jednou z jeho nejvýznamnějších publikací byl článek z roku 1894, zveřejněný v časopise Německého památkového archivu. V roce 1896, rozšířil opravené vydání tohoto článku jako memorandum s názvem Archiv památek a jeho provádění prostřednictvím procesu měření. Tvrdil, že písemné nebo jiné dokumenty kulturního dědictví jsou zachovány a chráněny v archivech a muzeích, zatímco postavené památky zůstávají nechráněné, vystaveny přírodním erozním procesům.  Meydenbauer nezmiňoval válečné škody. Pravděpodobně si nedokázal představit, že by ve dvou světových válkách a v mnoha dalších vojenských konfliktech bylo tolik objektů kulturního dědictví bylo zničeno nebo vážně poškozeno. Ve svém memorandu popisoval příslušné techniky pro záznam a archivaci, jakožto i aplikaci měřicích obrazů pro různé účely. Meydenbauer odhadoval, že by mělo být možné zaznamenat nejdůležitější kulturní památky pro celé Německo do 12 až 15 let.
Vláda a parlament Meydenbauerovo memorandum ignorovaly. V roce 1905, když jeho pruský institut oslavil své dvacáté výročí, vypracoval obnovený návrh na vybudování archivu kulturního dědictví pro Německo. Tento návrh byl opět neúspěšný. V roce 1909, když Meydenbauerovi bylo 75 let,rezignoval na post ředitele Královského pruského fotoměřického ústavu.

### Historie archivu Meydenbauer
Většina snímků za 35 let práce ústavu byla uložena na speciálních regálech. V roce 1933 došlo k přesunu do jiné nedaleké budovy. Během druhé světové války byla celá sbírka uskladněna suterénu zámku v Berlíně. Vzhledem k nárůstu leteckých úderů v Berlíně byl v roce 1944 materiál přenesen na jiné místo a skončil v bývalém dole, asi 150 kilometrů od Berlína.
V roce 1945 převezla sovětská armáda sbírku a veškerý materiál - celkem 935 dřevěných krabic - do Moskvy; tam dorazila v červenci 1946. Dohromady 56 krabic, jejichž obsah je dosud neznámý, bylo převezeno do uměleckého muzea. Zbývajících 879 krabic obsahujících fotografické desky bylo přemístěno do Muzea akademie architektury a stavení,[ujasnit] kde bylo s materiálem zacházeno opatrně. V roce 1958 byly tyto krabice vráceny Německé demokratické republice. Nebyly nalezeny katalogy a jako dokumentace pro kalibraci přístrojů, stejně jako měřicí dokumenty, které chybí dodnes (2019).
V „Kunstgeschichtliche Bildstelle“ na Humboldtově univerzitě v Berlíně byly negativy označeny a byl vytvořen rejstřík. Archiv byl uložen ve třech patrech budovy nedaleko centra Berlína. V roce 1968 převzal „Institut für Denkmalpflege der DDR“ negativy fotografií. Byl založen nový fotogrammetrický institut „Messbildstelle“, pokračující v tradici Institutu Meydenbauers. Jejich úkolem bylo poskytovat fotogrammetrické služby sloužící uchování a obnově památek v NDR.
Kvůli stárnutí skleněných desek, strukturálním škodám ve fotografických vrstvách, napadení bakteriemi, poškozením během mnoha transportů a praktickým využíváním negativů se [fotografie znehodnocovaly. Proto se od roku 1983 reprodukují na konzistentním filmovém materiálu. Formát obrázků byl snížen z 40 cm x 40 cm na 18 cm x 18 cm.
Po roce 1990 se Meydenbauerův archiv dostal do gesce Braniborského státního úřadu pro ochranu památek se sídlem ve Waldstadtu. Obrazový archiv je trvale využíván k restaurátorským účelům a je výborně zachován pro příští desetiletí.

## Vyznamenání
- Meydenbauer odešel do důchodu v roce 1909 a ve věku 75 let tak ukončil svůj profesionální život naplněný mnohaletou experimentální prací a bojem za přijetí, ale také velkým úspěchem a uznáním. Byl jmenován Marburskou univerzitou (1885) jako Dr. med. Phil h. c. ctěný jako Dr. Ing. Hc z technické univerzity v Hannoveru (4. prosince 1908) a na základě příkazu německého císaře (1903) získal čestný titul profesor. Proto můžeme na jeho fotografiích spatřit s jakou hrdostí nosil své medaile a dekorace.

- Albrecht Meydenbauer je považován za úspěšného vynálezce fotogrammetrie a přední osobnost zajištování kulturního dědictví.[10]

- Městská část Berlína Špandava po něm v roce 1963 pojmenovala ulici Meydenbauerweg.

- Německá společnost pro fotogrammetrii, dálkového průzkumu Země a geoinformací udělila v roce 1984 Albrechtu Meydenbauerovi medaili za úspěchy v oboru fotogrammetrie.

- V roce 1881 byl čestným členem Fotografické asociace v Berlíně a čestným prezidentem roku 1886.

- Od roku 1985 uděluje Německá společnost pro fotogrammetrii a dálkový průzkum Země (DGPF[12]) Medaili Albrechta Meydenbauera, jako ocenění za vynikající zásluhy o rozvoj fotogrammetrie a dálkového průzkumu Země.[13]

## Zajímavosti
- Současná adresa „Meydenbauerova archivu“ je Brandburgisches Landesamt für Denkmalpflege (Messbildarchiv), Wünsdorfer Platz 4, Waldstadt, Německo.

Po bratrovi Williamu Meydenbauerovi jsou v Seattlu pojmenované budovy Meydenbauer Yacht Club a Meydenbauer Bay.

## Galerie

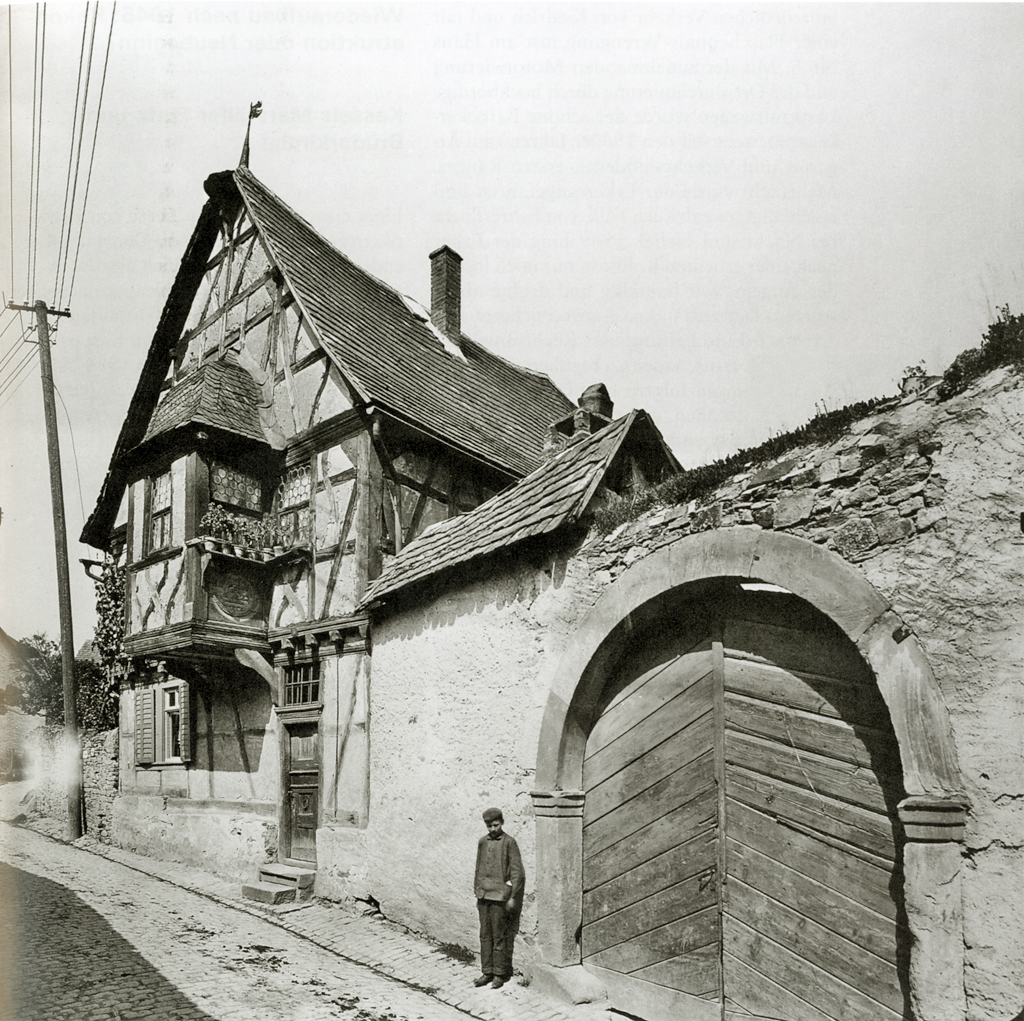
Stará kovárna (Alte Schmiede), Kiedrich, asi 1900
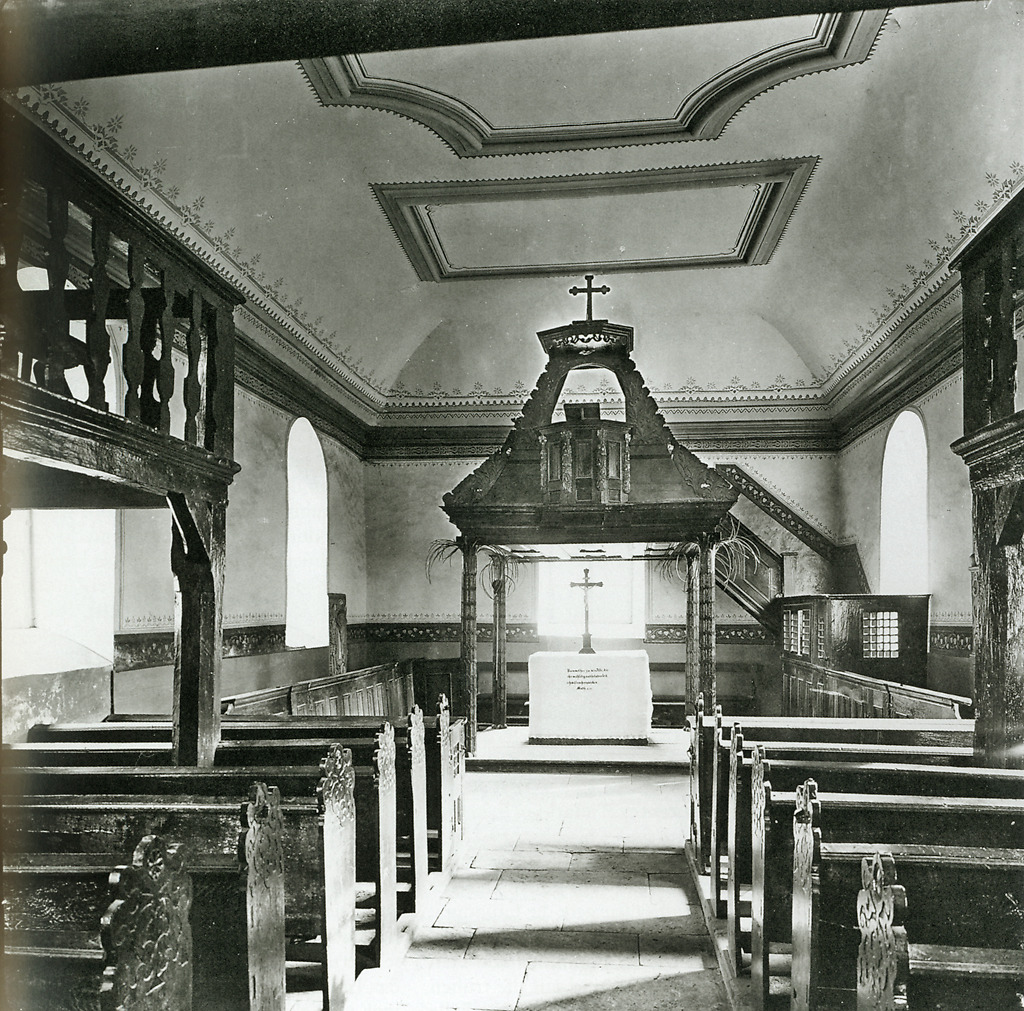
Evangelický kostel, Bringhausen (Edertal Bringhausen)
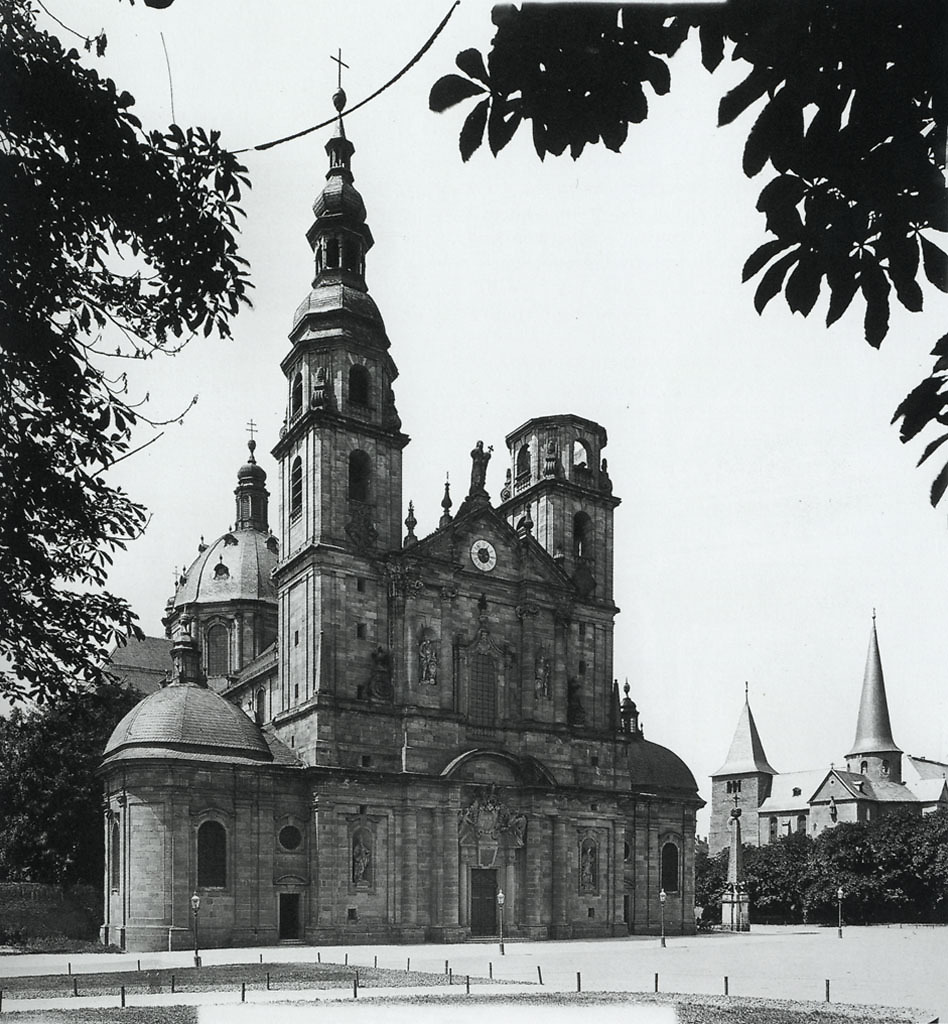
Dóm ve Fuldě
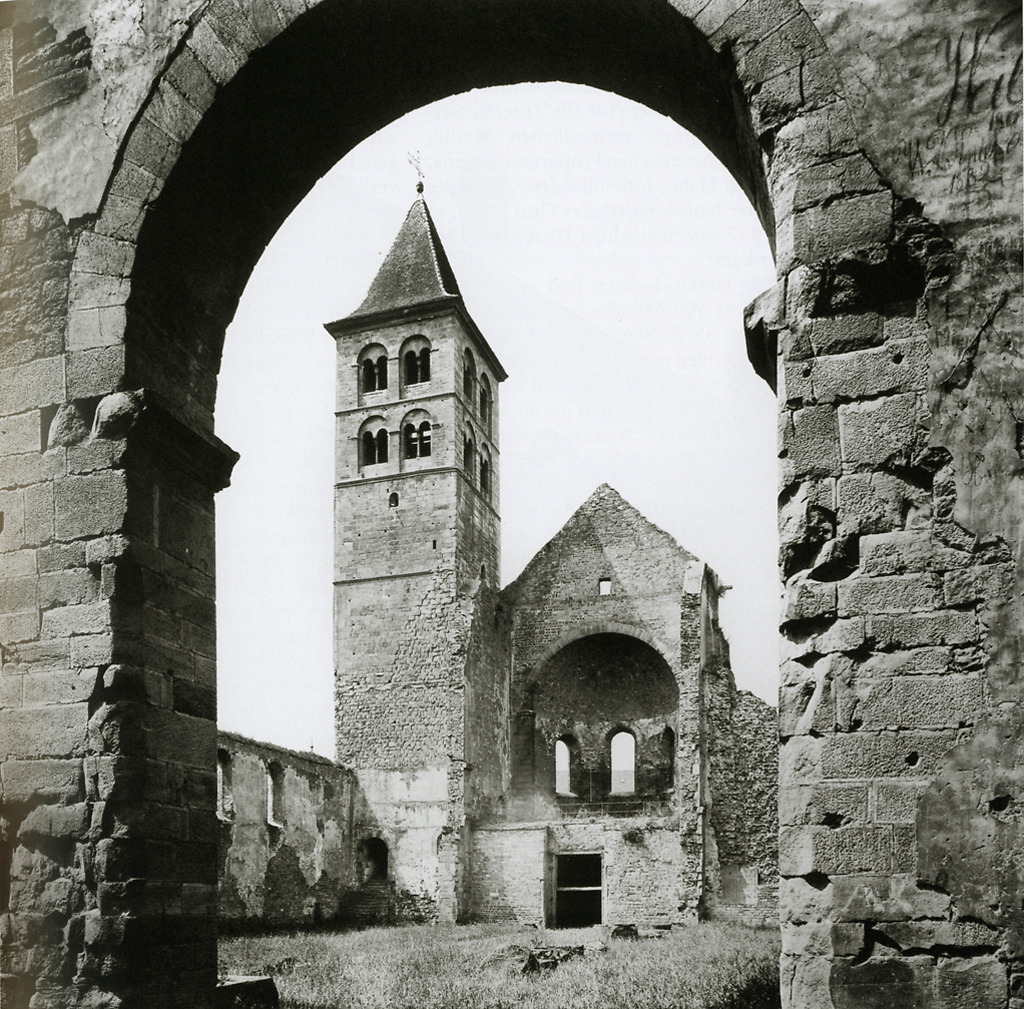
Hersfeld, klášterní kostel
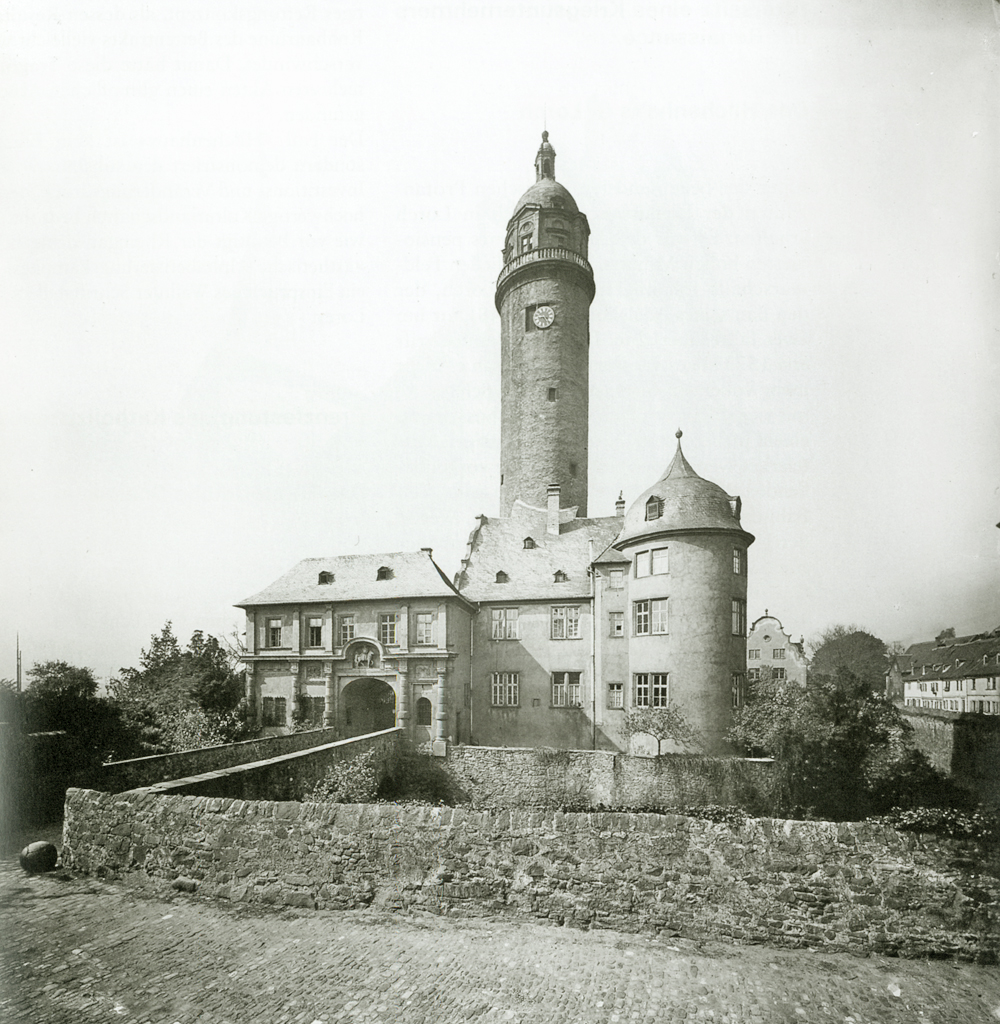
Zámek Höchster (Hoechster Schloss), asi 1900
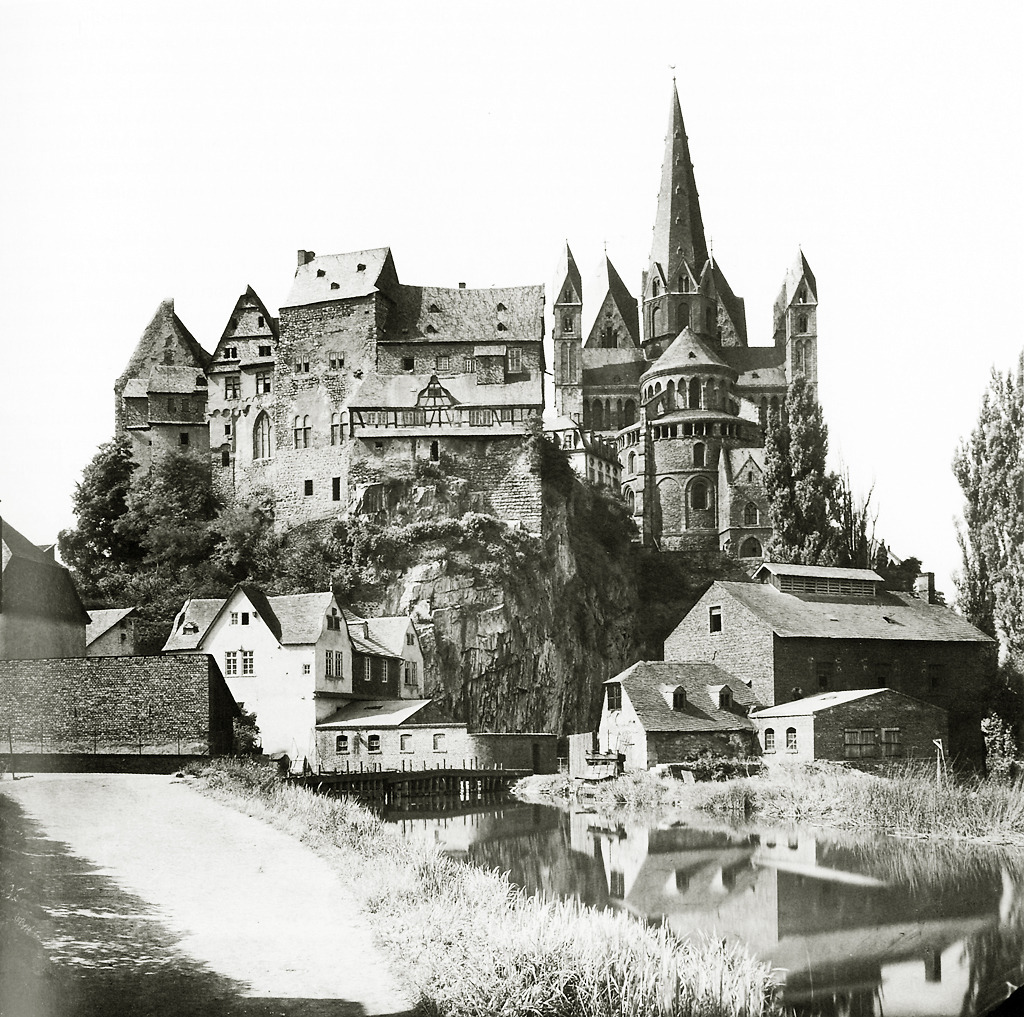
Limburg Domberg
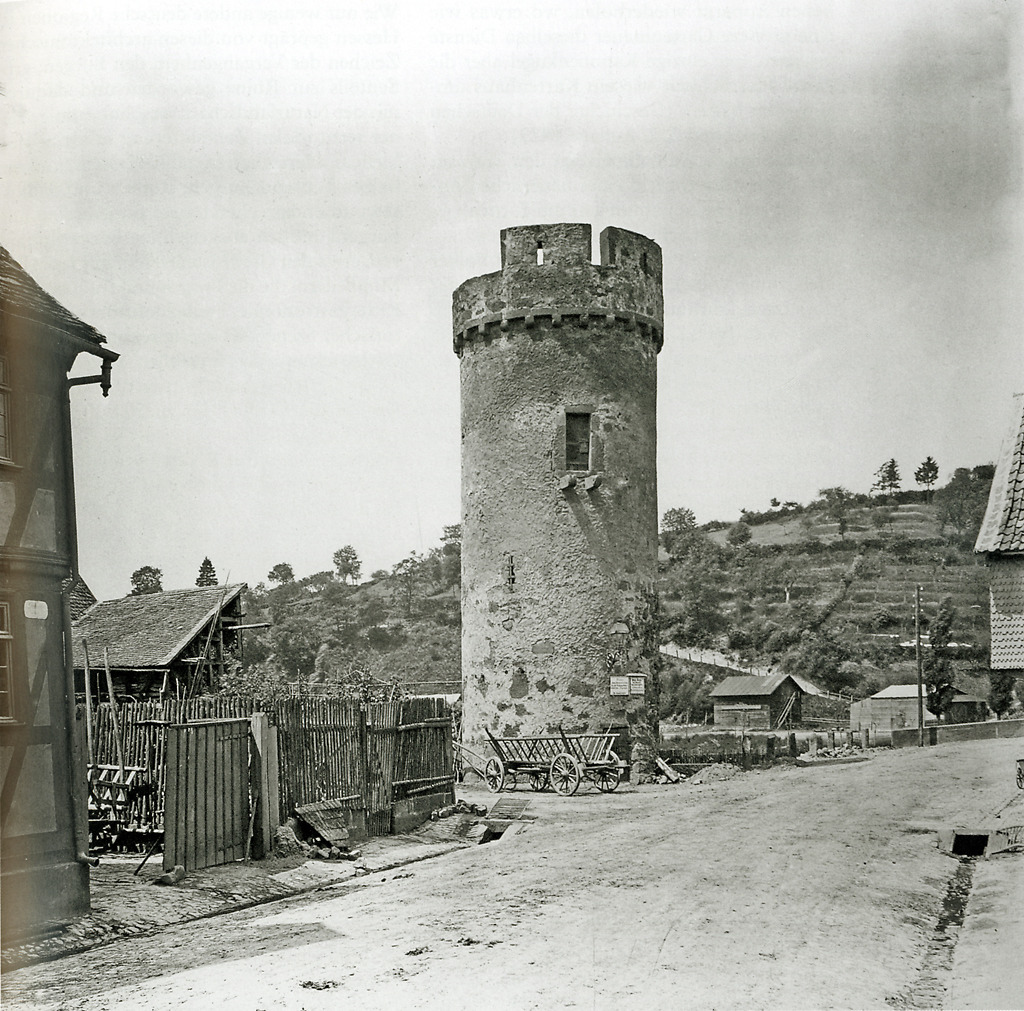
Věž čarodějnic (Hexenturm) v Treyse
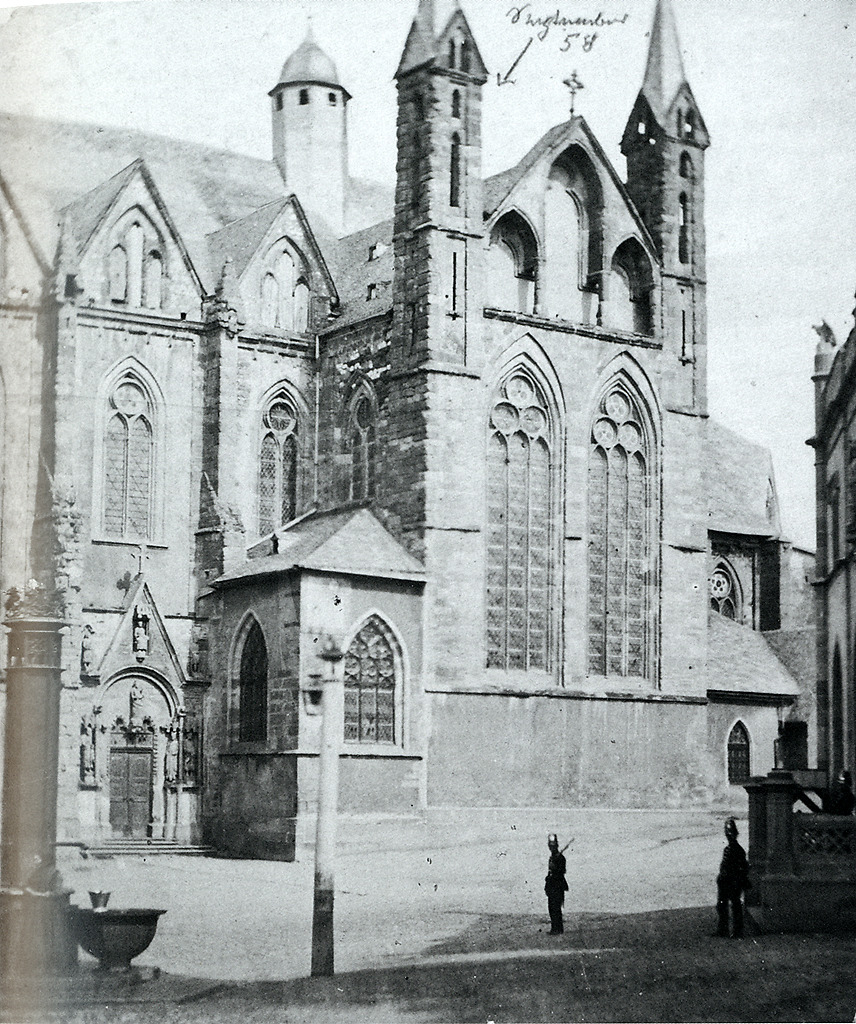
Dóm ve Wetzlaru